# Леопольд I как победитель турок
«Леопольд I как победитель турок» (нем. Kaiser Leopold I. als Sieger über seine Feinde) — скульптурная группа из слоновой кости работы австрийского скульптора Маттиаса Штайнля (ок. 1643/44—1727). Создана около 1690/1693 года в Вене. Хранится в Кунсткамере в Музее истории искусств в Вене (инвент. номер УК 4662).
Император Леопольд I (1640—1705) величественно восседает на коне, под копытами которого — поверженный османский лучник. Воображаемое поле битвы усеяно трофеями, захваченными у турецкой и французской армий — двух главных врагов императора.
Вместе со своим аналогом, конным портретом Иосифа I, сына императора Леопольда I, этот монумент представляет собой в малом формате идеологический двойной памятник, созданный для императорской казны. Однако в нём прославляются не столько отдельные личности, сколько возрождение и продолжение Священной Римской империи под властью династии Габсбургов.